# Agrotis poverina
Agrotis poverina är en fjärilsart som beskrevs av Felix Bryk 1942. Agrotis poverina ingår i släktet Agrotis och familjen nattflyn. Inga underarter finns listade i Catalogue of Life.